# Línea Enoden
La línea Enoden (江ノ島電鉄線,Eno-den?) es una línea de ferrocarril operada por Enoshima Electric Railway. Su trazado, localizado íntegramente en el sur de Kanagawa, parte desde la estación de Fujisawa y llega hasta la estación de Kamakura. Las siglas de esta línea son ET.

## Historia
En 1902 se inaugura esta línea como tranvía por Enoshima Denki Tetsudō. Cambiaría de manos hasta 1921 cuando fue adquirida por Tokyo Electric Power Company.Tras la Segunda Guerra Mundial, el desarrollo de carreteras en las cercanías de la vía avanzó en vistas de los Juegos Olímpicos de Tokio 1964 y el número de pasajeros fue disminuyendo paulatinamente debido a la aparición de servicios de autobús. Sin embargo, este volvería a aumentar debido a la congestión de las carreteras cercanas y la mejora de su puntualidad.

## Estaciones
| Código | Estación         | Correspondencia | Lugar    |
| ------ | ---------------- | --------------- | -------- |
| EN01   | Fujisawa         |                 | Fujisawa |
| EN02   | Ishigami         |                 | Fujisawa |
| EN03   | Yanagikōji       |                 | Fujisawa |
| EN04   | Kugenuma         |                 | Fujisawa |
| EN05   | Shōnankaigankōen |                 | Fujisawa |
| EN06   | Enoshima         | SM              | Fujisawa |
| EN07   | Koshigoe         |                 | Kamakura |
| EN08   | Kamakurakōkōmae  |                 | Kamakura |
| EN09   | Shichirigahama   |                 | Kamakura |
| EN10   | Inamuragasaki    |                 | Kamakura |
| EN11   | Gokurakuji       |                 | Kamakura |
| EN12   | Hase             |                 | Kamakura |
| EN13   | Yuigahama        |                 | Kamakura |
| EN14   | Wadazuka         |                 | Kamakura |
| EN15   | Kamakura         |                 | Kamakura |